# Abel Kiviat
Abel Richard Kiviat (Manhattan, Nova York, 23 de juny de 1892 – Lakehurst, Nova Jersey, 24 d'agost de 1991) va ser un atleta estatunidenc que va competir a començaments del segle xx. En el seu palmarès destaquen dues medalles als Jocs Olímpics de 1912. En el moment de la seva mort era el medallista olímpic estatunidenc viu de més edat. Va competir i fou entrenador de l'Irish American Athletic Club, i més tard fou membre del New York Athletic Club.

## Biografia
Kiviat es va criar a Staten Island i va estudiar al Curtis High School. El 1908 es va afiliar a l'Irish American Athletic Club de Nova York. Aquell mateix any guanyà el campionat júnior de la milla del Districte Metropolità, amb un millor temps de 4' 24". També guanyà la Baxter Cup a la Columbia University amb un temps de 4' 23 ⅖. Millorà els rècords del món de 2.400 iardes rellerus, amb un temps d'1 16" en les seves 600 iardes i un global de 5' 04". També guanyà els campionats canadencs de la milla de 1909 i 1910."
Durant el mes de juny de 1912 millorà el rècord mundial dels 1.500 metres en tres ocasions i finalment el deixà en 3' 55.8". Arribà a omplir l'estadi de Harvard amb 15.000 persones per veure'l en acció.
Fou seleccionat per disputar la prova dels 1.500 metres dels Jocs Olímpics d'Estocolm, on era un dels principals favorits. En la final, disputada el 10 de juliol, s'hagué d'acontentar amb la medalla de plata en quedar segon rere Arnold Jackson. Per primera vegada s'hagué d'emprar la photo finish per decidir el vencedor final. En l'altra prova del programa d'atletisme que disputà, els 3.000 m. per equips guanyà la medalla d'or.
En aquests mateixos Jocs va prendre part en la competició de beisbol, esport que en aquella edició fou de demostració. Durant el viatge fins a Estocolm fou company de cabina de Jim Thorpe.
El 1984, Kiviat, que era jueu, fou inclòs a l'International Jewish Sports Hall of Fame, i el 1985 fou inclòs al USA Track & Field Hall of Fame.
Morí d'un càncer de pròstata el 24 d'agost de 1991 a Lakehurst, Nova Jersey.